# Liamoo
Liam Cacatian Thomassen (művésznevén: Liamoo, Lidköping, 1997. szeptember 10. – ) svéd énekes, a Melodifestivalen döntőjének résztvevője 2018-ban, 2019-ben, 2022-ben és 2024-ben.

## Magánélete
Cacatian Thomassen a felmenői Svédországból, Norvégiából, Finnországból és a Fülöp-szigetekről származnak. Gyerekkorában az iskolában sokszor zaklatták, és a középiskola egyik évét is kihagyta.

## Pályafutása
Cacatian Thomassen 2016-ban jelentkezett az Idol castingjára, hogy részt vehessen a műsor tizenkettedik évadában. A kvalifikációs héten részt vett a negyedik válogatóban, viszont nem sikerült egyenesen továbbjutnia a döntőbe, csak vigaszágon. Rebecka Karlsson és Charlie Grönvall mellett bejutott a végső döntőbe, majd 2016. december 9-én megnyerte a versenyt. Az Idolt követően kiadta győztes kislemezét, a Playing with Fire című dalt, mely a hatodik helyezést érte el a svéd kislemezlistán.
2018-ban vett részt először a svéd eurovíziós válogatóműsorban. Ekkor a Last Breath című dalával második lett a második elődöntőben Göteborgban. A döntőt március 10-én rendezték, ahol fellépési sorrendben hatodikként lépett fel. A szavazás során a nemzetközi zsűrinél a hetedik helyen végzett 52 ponttal, míg a nézők szavazatai alapján a hatodik helyezett lett 53 ponttal. Összesítésben 105 pontot szerzett és a hatodik helyen zárta a versenyt.
2018. november 27-én jelentette be az SVT, hogy az énekes Hanna Fermmel közösen előadott Hold You című dala is résztvevője lesz a 2019-es Melodifestivalen mezőnyének. Először 2019. február 9-én, a második elődöntőben léptek fel Malmőben. Itt az első helyezettek lettek, így továbbjutottak a döntőbe. A március 9-i döntőben nyolcadikként adták elő a dalukat, ahol a szavazáson 107 pontot sikerült összegyűjteniük (48-at a nemzetközi zsűriktől, 59-et a nézőktől kaptak), így összesítésben a harmadik helyen végeztek John Lundvik és Bishara mögött.
Cacatian Thomassen legközelebb 2022-ben vett részt a svéd eurovíziós válogatóműsorban. Ekkor a Bluffin című dalt adta elő 2022. február 12-én a második válogatóban. Itt az első helyen jutott tovább a március 12-i döntőbe, ahol a szavazáson 91 pontot sikerült összegyűjtenie (65-öt a nemzetközi zsűriktől, 26-ot a nézőktől kapott), így összesítésben a negyedik helyen végzett.
2023. december 1-jén jelentette be az SVT, hogy az énekes bejutott a versenydalával a Melodifestivalen következő évi mezőnyébe. A Dragon című versenydalát először a február 10-én rendezendő második elődöntőben adta elő Göteborgban. A szavazás első fordulójában az első helyen végzett, így továbbjutott a március 9-i döntőbe, ahol 83 pontot sikerült összegyűjtenie (38-at a nemzetközi zsűriktől és 45-öt a nézőktől kapott), mellyel összesítésben az ötödik helyen végzett.

## Diszkográfia

### Kislemezek
- Playing with Fire (2016)
- Burn (2017)
- It Ain't Easy (2017)
- Last Breath (2018)
- Journey (2018)
- Hold You (2019, Hanna Fermmel közösen)
- Guld, svett & tårar (2022, Klara Hammarströmmel közösen)
- Bluffin (2022)
- Running with Lightning (2023, Kuba Szmajkowskyval közösen)
- Dragon (2024)
- Flame (2024, a Smash Into Pieces-szel közösen)
- Hjärtan (2024)
- Before the Night Is Over (2024)